# 1983年全仏オープン
1983年 全仏オープン（1983ねんぜんふつオープン、Internationaux de France de Roland-Garros 1983）は、フランス・パリにある「ローランギャロス・スタジアム」にて、1983年5月23日から6月5日にかけて開催された。

## シード選手

### 男子シングルス
1. ジミー・コナーズ　（ベスト8）
2. ジョン・マッケンロー　（ベスト8）
3. イワン・レンドル　（ベスト8）
4. ギレルモ・ビラス　（ベスト8）
5. マッツ・ビランデル　（準優勝）
6. ヤニック・ノア　（初優勝）
7. ホセ・ルイス・クラーク　（2回戦）
8. ホセ・ヒゲラス　（ベスト4）
9. ビタス・ゲルレイティス　（1回戦）
10. エリオット・テルチャー　（4回戦）
11. ジミー・アリアス　（4回戦）
12. ブライアン・ゴットフリート　（4回戦）
13. ヴォイチェフ・フィバク　（1回戦）
14. ヘンリク・スンドストローム　（4回戦）
15. トマシュ・スミッド　（2回戦）
16. アンドレス・ゴメス　（4回戦）

### 女子シングルス
1. マルチナ・ナブラチロワ　（4回戦）
2. クリス・エバート・ロイド　（優勝、3年ぶり5度目）
3. アンドレア・イエガー　（ベスト4）
4. トレーシー・オースチン　（ベスト8）
5. パム・シュライバー　（4回戦、不戦敗）
6. ベッティーナ・バンジ　（2回戦）
7. シルビア・ハニカ　（3回戦）
8. ハナ・マンドリコワ　（ベスト8）
9. バージニア・ルジッチ　（3回戦）
10. アンドレア・テメシュバリ　（4回戦）
11. ジーナ・ガリソン　（1回戦）
12. キャシー・リナルディ　（4回戦）
13. ボニー・ガドゥセク　（1回戦）
14. アン・スミス　（1回戦）
15. クラウディア・コーデ＝キルシュ　（3回戦）
16. ロザリン・フェアバンク　（1回戦）

## 大会経過

### 男子シングルス
準々決勝
- クリストフ・ロジェ＝ヴァセラン vs.  ジミー・コナーズ　6-4, 6-4, 7-6
- ヤニック・ノア vs.  イワン・レンドル　7-6, 6-2, 5-7, 6-0
- ホセ・ヒゲラス vs.  ギレルモ・ビラス　6-2, 6-7, 6-1, 4-6, 6-1
- マッツ・ビランデル vs.  ジョン・マッケンロー　1-6, 6-2, 6-4, 6-0

準決勝
- ヤニック・ノア vs.  クリストフ・ロジェ＝ヴァセラン　6-3, 6-0, 6-0
- マッツ・ビランデル vs.  ホセ・ヒゲラス　7-5, 6-7, 6-3, 6-0

### 女子シングルス
準々決勝
- ミマ・ヤウソベッツ vs.  キャシー・ホーバス　6-1, 6-1
- ジョー・デュリー vs.  トレーシー・オースチン　6-1, 4-6, 6-0
- アンドレア・イエガー vs.  グレッチェン・ラッシュ　6-2, 6-2
- クリス・エバート・ロイド vs.  ハナ・マンドリコワ　4-6, 6-3, 6-2

準決勝
- ミマ・ヤウソベッツ vs.  ジョー・デュリー　3-6, 7-5, 6-2
- クリス・エバート・ロイド vs.  アンドレア・イエガー　6-3, 6-1

## 決勝戦の結果
- 男子シングルス： ヤニック・ノア vs.  マッツ・ビランデル　6-2, 7-5, 7-6
- 女子シングルス： クリス・エバート・ロイド vs.  ミマ・ヤウソベッツ　6-1, 6-2
- 男子ダブルス： アンダース・ヤリード＆ ハンス・シモンソン vs.  マーク・エドモンドソン＆ シャーウッド・スチュワート　7-6, 6-4, 6-2
- 女子ダブルス： ロザリン・フェアバンク＆ キャンディ・レイノルズ vs.  キャシー・ジョーダン＆ アン・スミス　5-7, 7-5, 6-2
- 混合ダブルス： エリオット・テルチャー＆ キャシー・ジョーダン vs.  チャールズ・ストロード＆ レスリー・アレン　6-2, 6-3

## みどころ
- ヤニック・ノアがフランス人の男子テニス選手として、1946年全仏選手権優勝のマルセル・ベルナール（1914年 - 1994年）以来37年ぶりとなる地元優勝を達成。現時点では、フランス人の男子テニス選手による4大大会男子シングルス優勝は、この1983年全仏オープンを制したノアが最後になっている。